# Comté de Molise
 (novembre 2023).
Si vous disposez d'ouvrages ou d'articles de référence ou si vous connaissez des sites web de qualité traitant du thème abordé ici, merci de compléter l'article en donnant les références utiles à sa vérifiabilité et en les liant à la section « Notes et références ».

Les armoiries du comté.

Le comté de Molise est une unité administrative du premier royaume de Sicile, puis du royaume de Naples et enfin du royaume des Deux-Siciles.

## Legiustizierato

### Le territoire
Les origines de ce qui deviendra plus tard le comté de Molise remontent à l'époque lombarde, lorsque la région fut incluse dans le duché de Bénévent. Au cours de cette période, en effet, plusieurs gastalds (districts administratifs subordonnés au duché) furent créés, et en particulier le gastald de Bojano. Vers 667, ce territoire fut concédé au dirigeant bulgare Alcek, qui devint le premier intendant d'une zone quasiment inhabitée. Bojano, cependant, acquit de plus en plus d'importance par rapport aux autres gastaldati (qui devinrent comtés à l'époque normande), formant le noyau fondateur du futur Molise. C'est en effet entre la fin du XIe siècle et le début du XIIe siècle que commence à s'établir le toponyme Comitatus Molisii, faisant précisément référence au comté de Bojano, qui, en même temps, avait incorporé d'autres comtés et territoires, tels que Venafro, Larino, Trivento, Isernia, Campomarino, la montagne Matese, Pietrabbondante, Termoli, Mignano jusqu'à Capracotta, Capriata et Prata. Cette expansion du comté s'est produite grâce à la famille de Molinis.
Une entité territoriale s'était ainsi constituée, qui aurait conservé sa propre identité particulière au fil des siècles mais dont on ne pouvait pas faire remonter l'origine à la région actuelle.

### La naissance dugiustizieratoou justiciariat
En 1221, Frédéric II, qui essayait déjà depuis quelque temps de contenir le pouvoir féodal en faveur du pouvoir royal, après avoir vaincu la résistance de Tommaso di Segni, comte de Celano et Molise, fonda le comté de Molise en conséquence. Dans le cadre du processus de centralisation souhaité par le souverain de Palerme, l'administration des territoires du royaume, divisés en districts de justice impériale, fut confiée à un représentant du pouvoir royal, le Gran Maestro Giustiziere ou Grand Maître Justicier, par l'intermédiaire duquel l'autorité du roi supplantait celle des seigneurs féodaux. À l'époque souabe et angevine, l'administration de Molise était combinée avec celle de Terre de Labour, qui formaient ensemble un seul district appelé Justitiaratus Molisii et Terre Laboris.